# Cunaxa doxa
Cunaxa doxa är en spindeldjursart som beskrevs av Mohammad Nazeer Chaudhri 1980. Cunaxa doxa ingår i släktet Cunaxa och familjen Cunaxidae. Inga underarter finns listade i Catalogue of Life.